# 이카리암
《이카리암》(Ikariam)은 게임포지 AG(Gameforge AG)가 개발, 관리하고 있는 전략 장르의 브라우저 기반의 대규모 다중 사용자 온라인 게임(MMOG)이다. 이 게임은 어느 다도해가 있는 고전기 그리스를 배경으로 하며 플레이어는 작은 도시의 통치자가 되어 도시를 확장하고 이끌어야 한다. 이카리암은 일반적으로 긍정적인 리뷰를 받았다.

## 사업 모델
《이카리암》은 명목상 무료로 즐길 수 있으나 플레이어는 부분 유료화 시스템을 통해 게임 내 구매를 할 수 있다. 이카리암의 프리미엄 버전인 이카리암 플러스(Ikarium Plus)에 사용할 권한이 주어진다.

## 월드
각기 다른 여러 게임 서버를 이용할 수 있다. 이 서버들 각각은 플레이어 자체 인구 및 수천 개의 섬의 자체 지도를 갖춘 각기 다른 게임 "월드"를 대표한다.